# Stepówka kalaharyjska
Stepówka kalaharyjska (Pterocles burchelli) – gatunek średniej wielkości ptaka z rodziny stepówek (Pteroclidae). Występuje endemicznie w południowej Afryce. Nie jest zagrożony wyginięciem.

## Taksonomia
Po raz pierwszy gatunek został opisany w 1824 pod nazwą Tetrao variegatus. Później stepówka kalaharyjska została wspomniana jako Pterocles variegatus w Illustrations of the zoology of South Africa. Obecnie (2020) akceptowana przez Międzynarodowy Komitet Ornitologiczny (IOC) nazwa Pterocles variegatus została nadana stepówce kalaharyjskiej w 1922 przez W. L. Sclatera, bowiem nazwa Tetrao variegatus (Burchell, 1824) została użyta już wcześniej w 1789 przez Gmelina dla kusacza pstrego (Crypturellus variegatus).
IOC uznaje gatunek za monotypowy, jednak bywa wyróżniany drugi podgatunek obok nominatywnego: P. b. makarikari (Roberts, 1932). Ptaki te są jaśniejsze od ptaków podgatunku nominatywnego, jednak nie wszyscy autorzy uznają to za cechę wystarczającą do wyróżnienia nowego podgatunku. Opisany został również P. b. delabati (północna Namibia), jednak nie jest wyróżniany.

## Morfologia
Długość ciała wynosi około 25 cm, masa ciała samców: 180–200 g, samic: 160–185 g. Długość skrzydła samca: 163–175 mm, samicy: 163–173 mm; długość ogona samca: 66–75 mm, samicy: 63–72 mm; długość skoku samca: 23–29 m, samicy: 25–29 mm. Występuje dymorfizm płciowy w upierzeniu. Ogon zaokrąglony, tworzy go 14 sterówek.
U samca wierzch głowy i kark porastają pióra oliwkowobrązowe, widoczne delikatne paski. Kantarek, przód głowy, broda, gardło i brew są jasne, niebieskoszare, zaś pokrywy uszne i boki szyi – płowoochrowe, z ciemniejszymi pasami. Pierś o jaskrawej, cynamonowej barwie pokrywają delikatne szare paski i białe kropki umieszczone przed końcówkami piór, w niższej części piersi już w środku piór. Na brzuchu pióra są rdzawoszare z białymi środkami, a pokrywy podogonowe mają barwę płową. Od grzbietu po pokrywy podogonowe ptaka pokrywają pióra oliwkowobrązowe, z żółtopomarańczowymi i białymi kropkami w środkach niektórych piór na grzbiecie. Sterówki ciemnoszare, pokryte płoworóżowymi paskami i ciemnymi paskami przed końcami piór oraz z szerokimi, białymi końcówkami. Jedynie środkową parę wieńczą ochrowe paski. Lotki czarnobrązowe, lotki I rzędu z białymi końcówkami, a pokrywy skrzydłowe oliwkowobrązowe, szarawe, z grubymi białymi kropkami i szerokimi żółtopomarańczowymi (lub innej barwy, po rdzawą) końcówkami. Pokrywy podskrzydłowe o intensywnej, rdzawej barwie, szarawe u nasady lotek.
U samicy stepówki kalaharyjskiej wierzch ciała wygląda jak u samca. Przód głowy jest płowożółty, a brew, brodę i gardło zdobią rdzawe plamki. Pierś różowopłowa z ochrowym nalotem, przed końcami piór występują białe kropki, w niższej części piersi przechodzące w paski. Brzuch płowobiały, wąsko, jasnobrązowo paskowany. Pokrywy podogonowe są płowe. Pokrywy skrzydłowe mają mniej rdzawe końcówki w porównaniu do samca, a końcówki sterówek bardziej płowe. Spód ciała płowobrązowy.

## Zasięg występowania
Stepówki kalaharyjskie zamieszkują południowo-wschodnią Angolę, południowo-zachodnią Zambię i północno-zachodnie Zimbabwe na południe po Namibię; dalej występują w północnej, zachodniej i południowo-wschodniej Botswanie oraz Południowej Afryce (północna Prowincja Przylądkowa Północna, północna Prowincja Północno-Zachodnia i północno-zachodnia prowincja Limpopo). Unika najsuchszych – południowych i zachodnich – regionów Namibii. W Zambii stwierdzane tylko w porze suchej.

## Ekologia i zachowanie

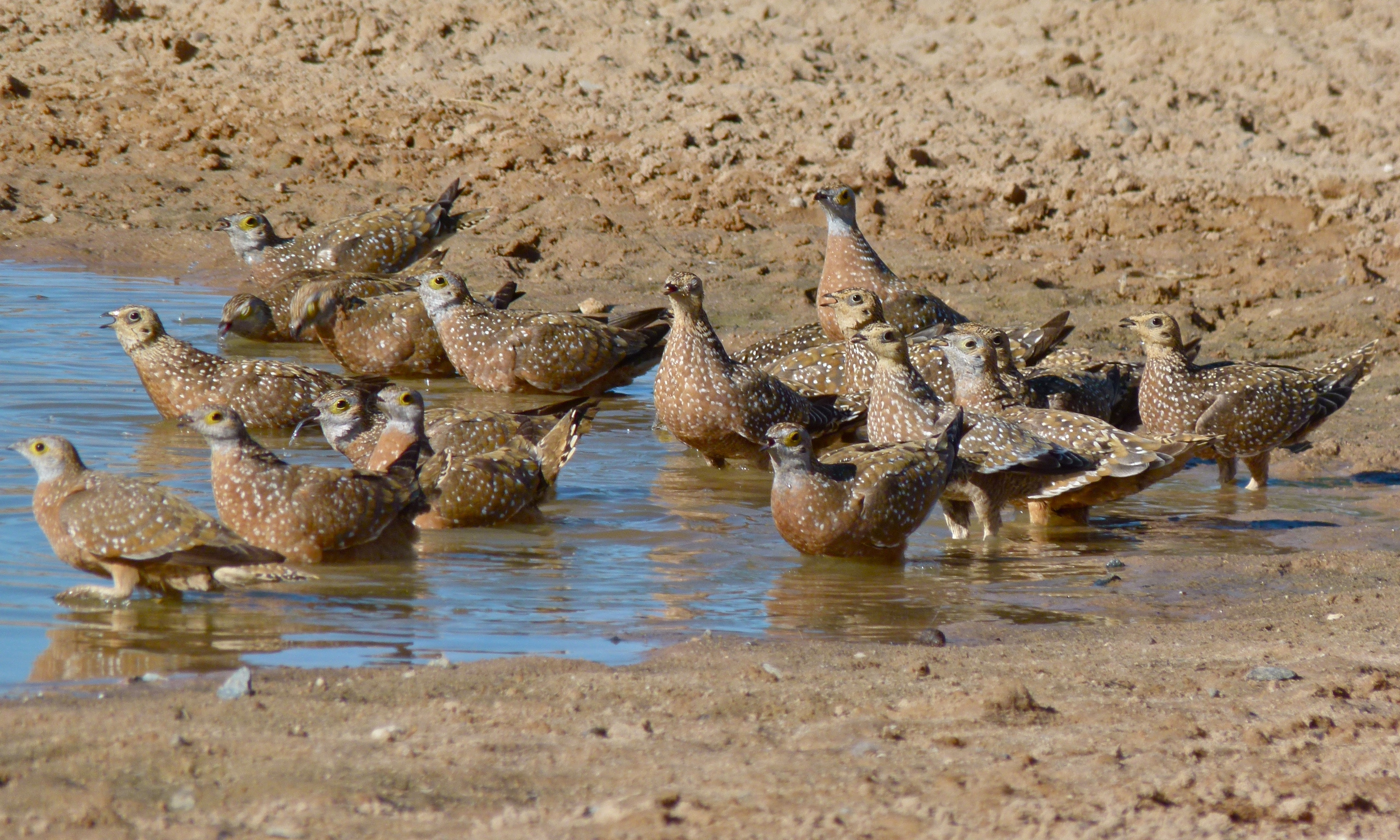
Stado przy wodopoju

Środowiskiem życia stepówek kalaharyjskich są otwarte, trawiaste równiny i obszary z roślinnością podobną do tej na Kalahari, szczególnie z wysokimi na 30–50 cm trawami Aristida, Stigagrostis i Asthenatherum. Unikają prawdziwych pustyń. Odwiedzają także luźno zadrzewione sawanny w obszarach półpustynnych. Prowadzą nomadyczny tryb życia. Podczas żerowania są to ptaki skryte, najłatwiej zauważyć je przy wodopojach. Piją wyłącznie rano, 2–4 godziny po wschodzie słońca. Niekiedy przebywają do 70–80 km celem odnalezienia wody, lecąc około 300 m nad ziemią. Formują stada do 50 osobników. Często piją razem ze stepówkami namibijskimi (P. namaqua) lub, rzadziej, żółtogardłymi (P. gutturalis). Żywią się nasionami traw i krzewów, jednak brak dokładnych informacji. Najgorętszą porę dnia spędzają na odpoczynku.

### Lęgi
Okres lęgowy trwa od kwietnia do października. O lęgach jest dostępnych niewiele informacji, ponieważ gniazda trudno jest monitorować. Są to płytkie dołki wydrapane w ziemi przez samicę. Często umieszczone jest w trawie lub pod osłoną karłowatego krzewu. W zniesieniu znajdują się 3, sporadycznie 2, jaja o białokremowej lub oliwkowej skorupce pokrytej szaro-jasnofioletowymi plamkami. Nie jest znany okres inkubacji i czas do opierzenia młodych. Wiadomo, że młodymi opiekują się oba ptaki z pary, zaś za donoszenie wody odpowiedzialny jest samiec. W ciągu roku stepówki kalaharyjskie wyprowadzają 1 lęg.

## Status i zagrożenia
IUCN uznaje stepówkę kalaharyjską za gatunek najmniejszej troski (LC, Least Concern) nieprzerwanie od 1988 (stan w 2021). BirdLife International uznaje trend populacji za stabilny ze względu na brak istotnych zagrożeń i dowodów na spadki liczebności. Choć stepówki stanowiły niegdyś zwierzynę łowną, stepówce kalaharyjskiej nie zagraża nadmierny odłów ze względu na niedostępne środowisko, w którym występuje.